# 马春雨 (1920年)
马春雨，热河省赤峰县人，中国人民解放军战斗英雄。
1945年12月，参加东北民主联军，之后担任东北军区骑五师指挥官，参与数次战役，获得特等功两次，后参与朝鲜战争。1954年，当选为第一届全国人大代表。